# 茶碗蒸し

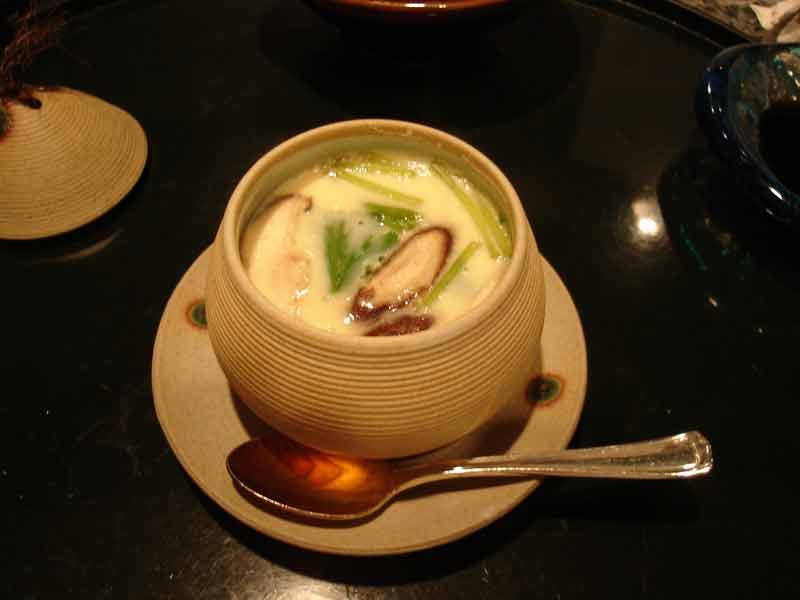
京風日本料理レストラン「花鳥」の茶碗蒸し（ハワイ、ホノルル）

茶碗蒸し（ちゃわんむし）は、蒸し茶碗に具材を入れて溶き卵に出汁を加えて合わせた卵液を注ぎ入れて蒸した日本料理。和食の献立では吸物として供されることもある。
蒸し茶碗に入れて蒸した料理でも、かぶら蒸し、空也蒸し、羽二重蒸しなどは茶碗蒸しとは呼ばない。一方で歴史的には文字通り茶碗に具材を入れて蒸した料理の総称で、卵料理に限らなかったという。

## 調理法
蒸し茶碗に椎茸、ギンナン、ユリ根、蒲鉾（主に板蒲鉾）、鶏肉、小海老、焼きアナゴ、帆立などの具材と、溶き卵に薄味の出し汁を合わせたものを入れ、吸口にミツバや柚子の皮などを乗せて蒸し器で蒸す。
卵液の濃度は実際の調理では卵の3.5倍から4倍のだし汁を加えて20%～22%に希釈することが多い。業務用には茶碗蒸し用の具材入り卵液が販売されている。外食専門店の茶碗蒸しは卵濃度が22～33%程度との報告もあるが、一般的な卵濃度は20～25%程度である。
加熱温度が高すぎると鬆（す）立ちを起こし、舌触りが悪く、硬くなる。これは、60度程で固まりはじめる卵のたんぱく質と100度で沸騰する水に温度差があることで生じる。鬆（す）が入るのを防ぐため、卵液の調製後に一定時間置いたり、温度上昇の速度を緩やかにする。具体的には蒸し器の蓋はずらして乾いた布巾を挟んでおく方法などがとられる。
なお、マイタケを具材にすると複数のプロテアーゼ（タンパク質分解酵素）の相互作用により卵（卵液中の卵白）が凝固しなくなることが知られている（予め加熱処理したマイタケの場合は凝固する）。
蒸しあがった後に上から餡（あん）をかけた「あんかけ茶碗蒸し」もある。

## バリエーション

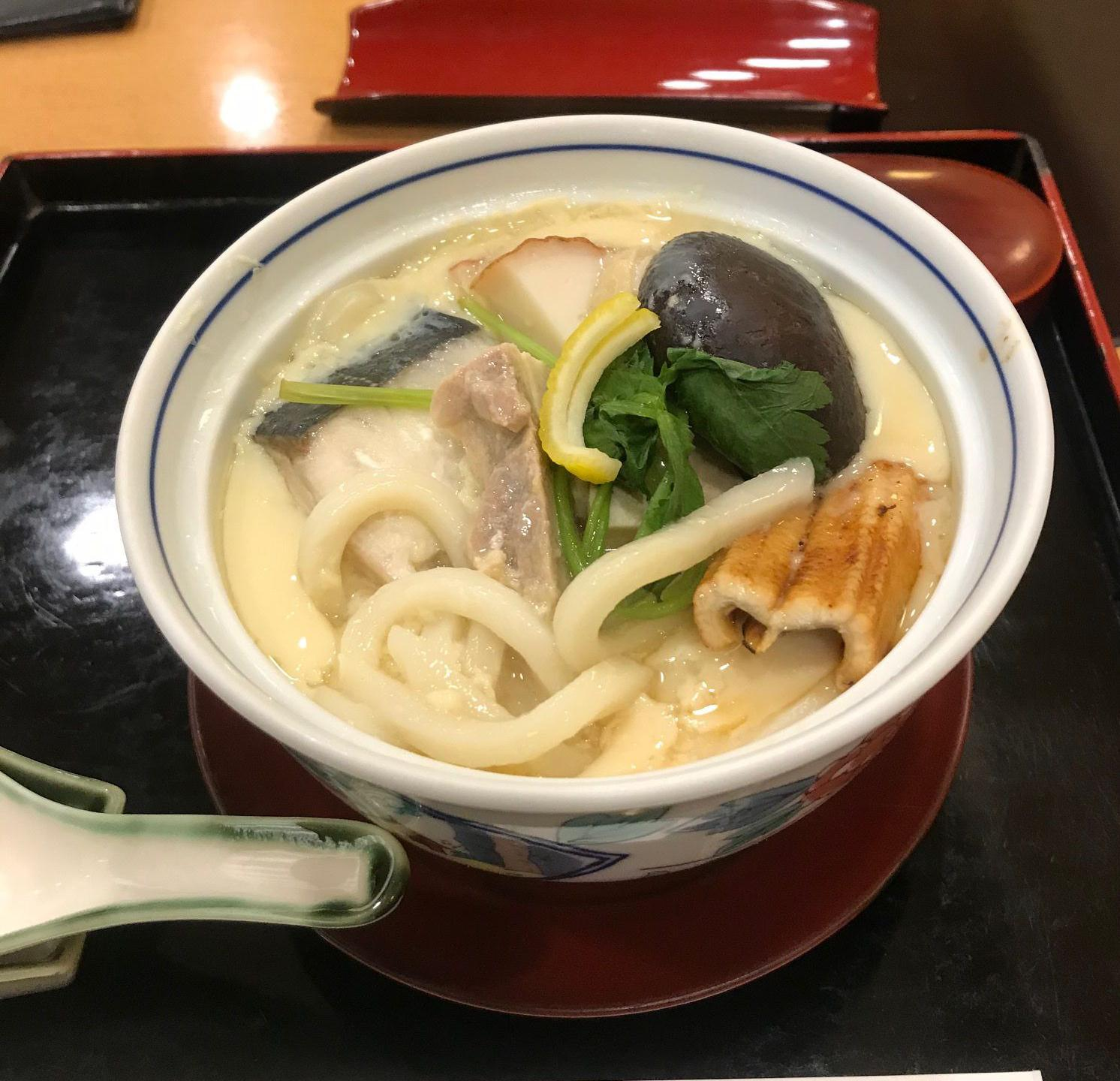
おだまきうどん

- 大阪発祥の郷土料理の茶碗蒸しの具にうどんを加えたものを小田巻き（苧環）蒸し（おだまきうどん）[6]、あるいは信田蒸しと呼ぶ。
- 米子市を中心とした鳥取県西部では春雨を入れるのが定番とされている[7]。

## 茶碗蒸しを扱った作品
- テレビドラマ『古畑任三郎』の主人公の得意料理。
- 茶わんむしのうた- 薩隅方言の童謡。2009年に鹿児島県地上デジタル放送推進協議会によって作られた地デジPRのCMで推進大使が歌ったCMソングの元歌になった。※「茶碗蒸し」ではなく「茶わんむし」である。これは本作が「ちゃわんむし」という言葉の意味の取り違え（茶碗に付いた虫と料理店が勘違いした）を題材とした歌であるため。
- みをつくし料理帖
- レッツラゴン - ちゃわんむしは作者赤塚不二夫の好物で、登場人物(のようなもの)でもある。
- さなだ虫 - ブリーフ&トランクスの曲。サナダムシやゾウリムシなどの虫に続いて、茶碗蒸しが登場する。